# Schefflera gracillima
Schefflera gracillima là một loài thực vật có hoa trong Họ Cuồng cuồng. Loài này được Steyerm. & Maguire miêu tả khoa học đầu tiên năm 1976.